# Obispeño
Obispeño, jedno od regionalnih grupa Chumashan Indijanaca uz južnu obalu Kalifornije na području misije San Luis Obispo de Tolosa po kojoj su i dobili ime Obispeño. Govorili su posebnim chumash-jezikom obispeño ili sjeverni čumaški koji pokazuje da je bio pod utjecajem salinanskog jezika. Obispeño-teritorij se prostirao na sjever od Purisimeña i na jug od Playano Indijanaca, jedne od grupe Salinana. 
Misiju San Luis Obispo de Tolosa, kao petu u Kaliforniji, utemeljio je 1. rujna 1772 o. Junipero Serra, a imenovana je po jednom biskupu iz Toulousea u Francuskoj.